# Giuseppe Palizzi
Giuseppe Palizzi (Lanciano, 19 marzo 1812 – Parigi, 1º gennaio 1888) è stato un pittore italiano.

## Biografia

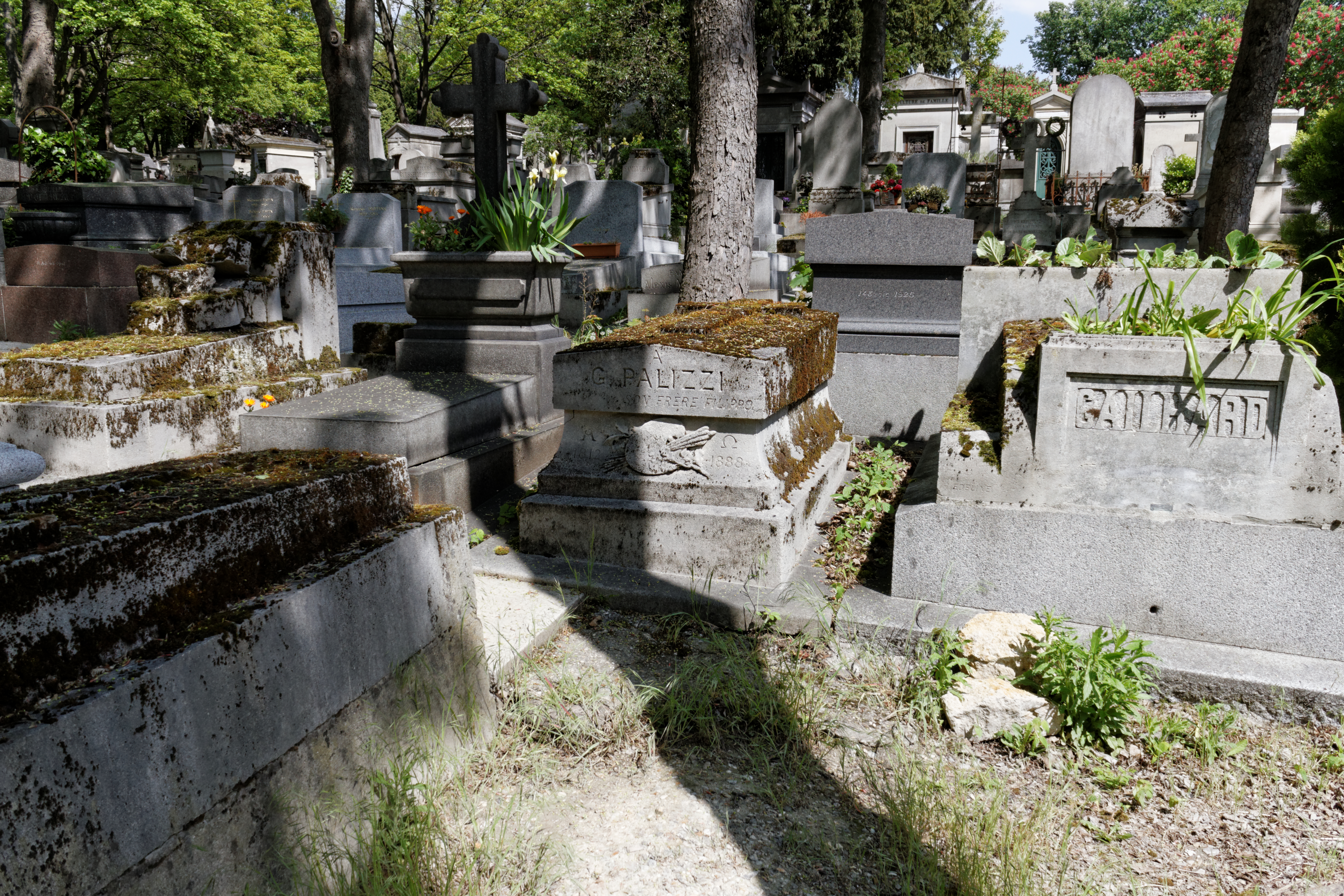
Tomba al Cimitero Père-Lachaise

Giuseppe nasce secondogenito, il 19 Marzo 1812, da Antonio avvocato e insegnante di lettere e filosofia e da Doralice del Greco, donna colta e particolarmente dedita alla musica, che amava suonare il pianoforte.La città natale di Lanciano conserva ancora la sua casa natale, nel quartiere Borgo, in via dei Tribunali, accanto all'ex convento di San Francesco e all'oratorio di San Filippo Neri, dove è stata apposta una targa ricordo. Poco dopo la nascita di Giuseppe la famiglia si trasferisce a Vasto. La numerosa prole, educata all'arte, venne denominata affettuosamente dai concittadini vastesi "Le Nove Muse" perché tutti mostrarono grandi doti creative e artistiche. Tra i suoi fratelli infatti anche Filippo, Nicola e Francesco Paolo divennero famosi pittori.
Giunto a Napoli nel 1835, Giuseppe Palizzi frequenta dall'anno seguente il Reale Istituto di Belle Arti, entrando in contatto con i pittori della Scuola di Posillipo.
Alle mostre biennali Borboniche presenta paesaggi storici, ma i difficili rapporti col mondo accademico lo portano a lasciare l'Italia: nel 1844 arriva a Parigi e si stabilisce poi a Bourron-Marlotte (Seine & Marne), ai margini della foresta di Fontainebleau che diventa il soggetto privilegiato della sua pittura, maturata verso un attento verismo, grazie anche all'influsso degli artisti della Scuola di Barbizon.
In contatto epistolare col fratello Filippo, condivide con lui le proprie ricerche artistiche. Espone regolarmente ai Salons parigini e, dopo un soggiorno in Italia nel 1854, rientra in Francia, dove la sua pittura di paesaggio, spesso animata da figure di umili lavoratori, riscuote grande successo. Morì a Parigi nel 1888 e fu sepolto al cimitero di Père-Lachaise.
La città di Lanciano ha intitolato a Giuseppe Palizzi il liceo artistico comunale.

### Opere all'Accademia di belle arti di Napoli
La Galleria dell'Accademia di belle arti di Napoli - dove si conserva la più importante collezione di opere di Giuseppe Palizzi - possiede gli oli su tela: Predica interrotta 160,5x104,5 cm; Interno con figure, 73,5x54 cm; Nella foresta: donne che trasportano fascine, 80x98 cm; Il falegname o Interno di un atelier da falegname, 61x44 cm; La foresta di Fontainebleau, 37x27 cm; Vacca nera, 54x38,5 cm; Vacca in interno, 40,5x32,5 cm; La Pagliara Palizzi a Fontainebleau, 60,5x49,5 cm; Nella foresta di Fontainebleau, 70,5x45,5 cm; Foresta giovane di Fontainebleau, 66x42 cm; Autoritratto, 61x76,5 cm; Cavallo bianco, 38x46 cm; Contadino con tacchini, 37,5x46 cm, Vacca al pascolo, 56x34 cm; Studio di quercia, 76x55 cm; Scampagnata a Fontainebleau, 100x62 cm (in deposito alla Galleria d'arte moderna e contemporanea - Roma); Foresta di Fontainebleau, 55,5x38 cm; Foresta di Fontainebleau, 60x74 cm; Interno di ovile con pecore e patore, 70x55 cm; Interno di foresta di Fontainebleau con carretto, 69x95 cm; In primavvera, 87x65 cm; Al tramonto, 32,5x23 cm; Sonno al meriggio, 33x23 cm, Casa di campagna, 56x34 cm, Il taglialegna o Foresta con taglialegna, 90x117 cm; Gruppo (Vacche pecora cane, ecc), 159x116 cm; Fagiani nella neve, 81,5x100; I carbonai o Carboniera, 104x64 cm (in deposito alla Pinacoteca di Capodimonte); Vacche al pascolo presso un ruscello, 90x55 cm; Ponte con vacche,103x63 cm; Caino dopo il delitto, 103,5x76 cm. Possiede inoltre l'olio su tavoletta Gruppo di bufali, 73x49 cm.

## Galleria d'immagini

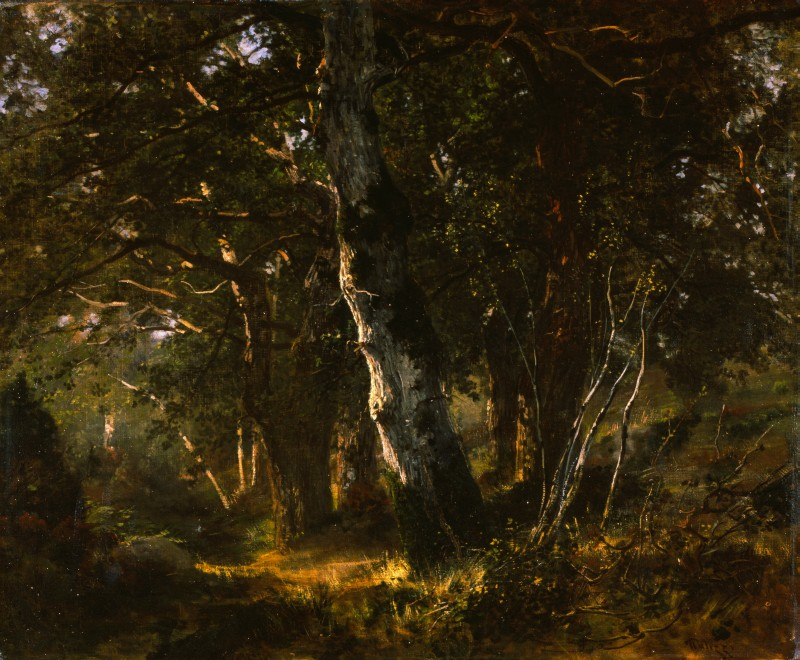
Bosco di Fontainebleau, 1886 circa
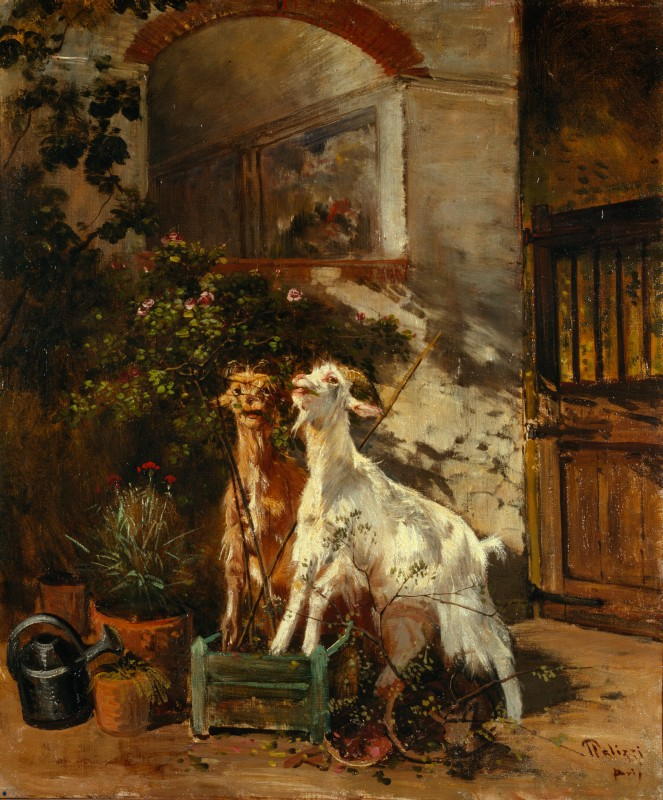
Capre che brucano rose, 1870 circa
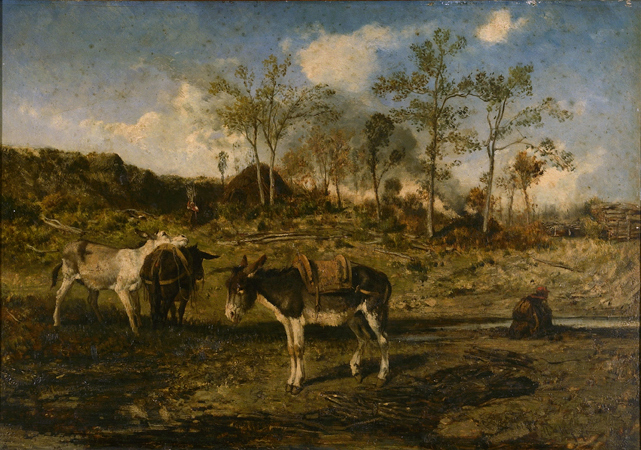
Asini, 1870-1880
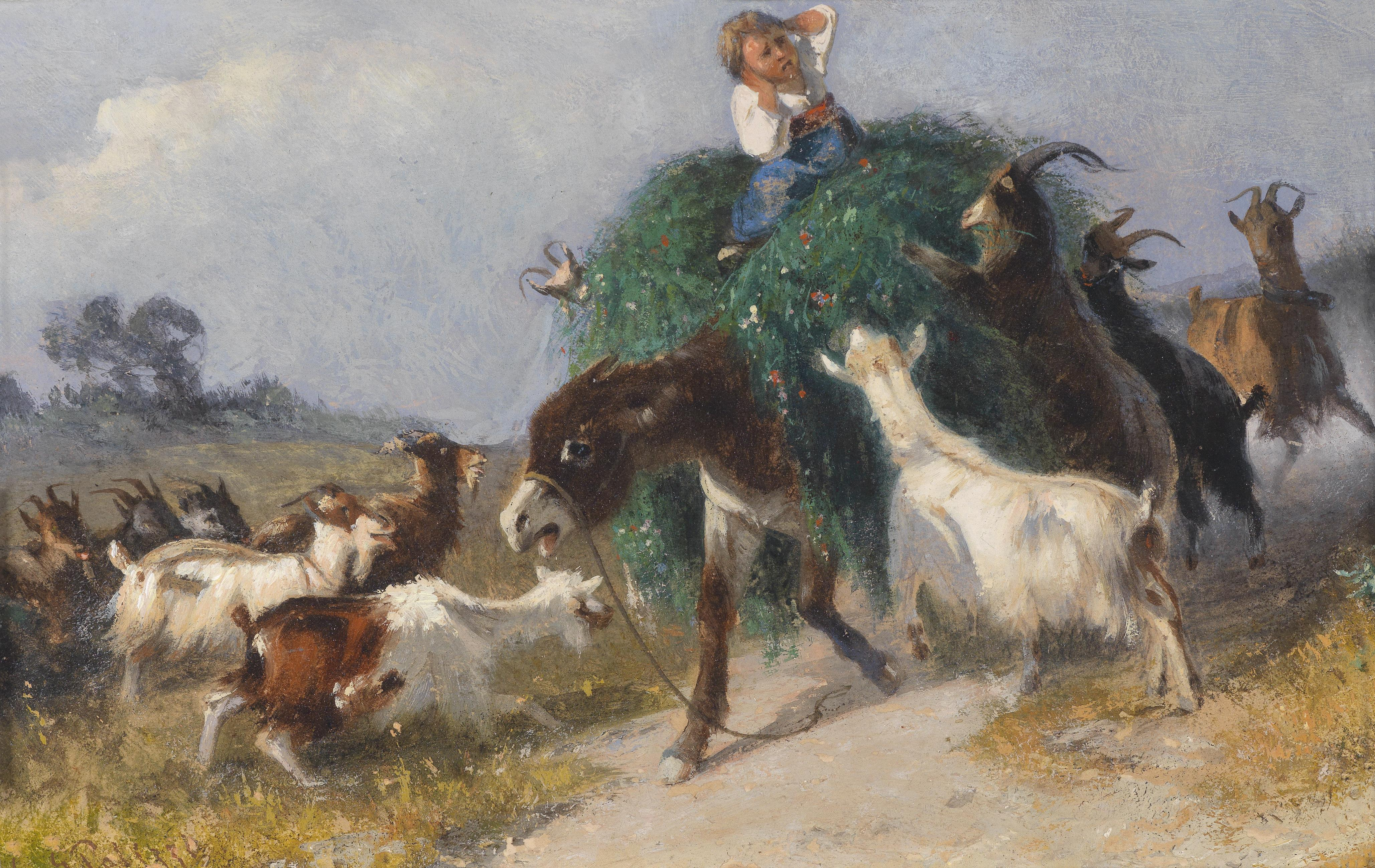
Capre conquistano un carro di fieno
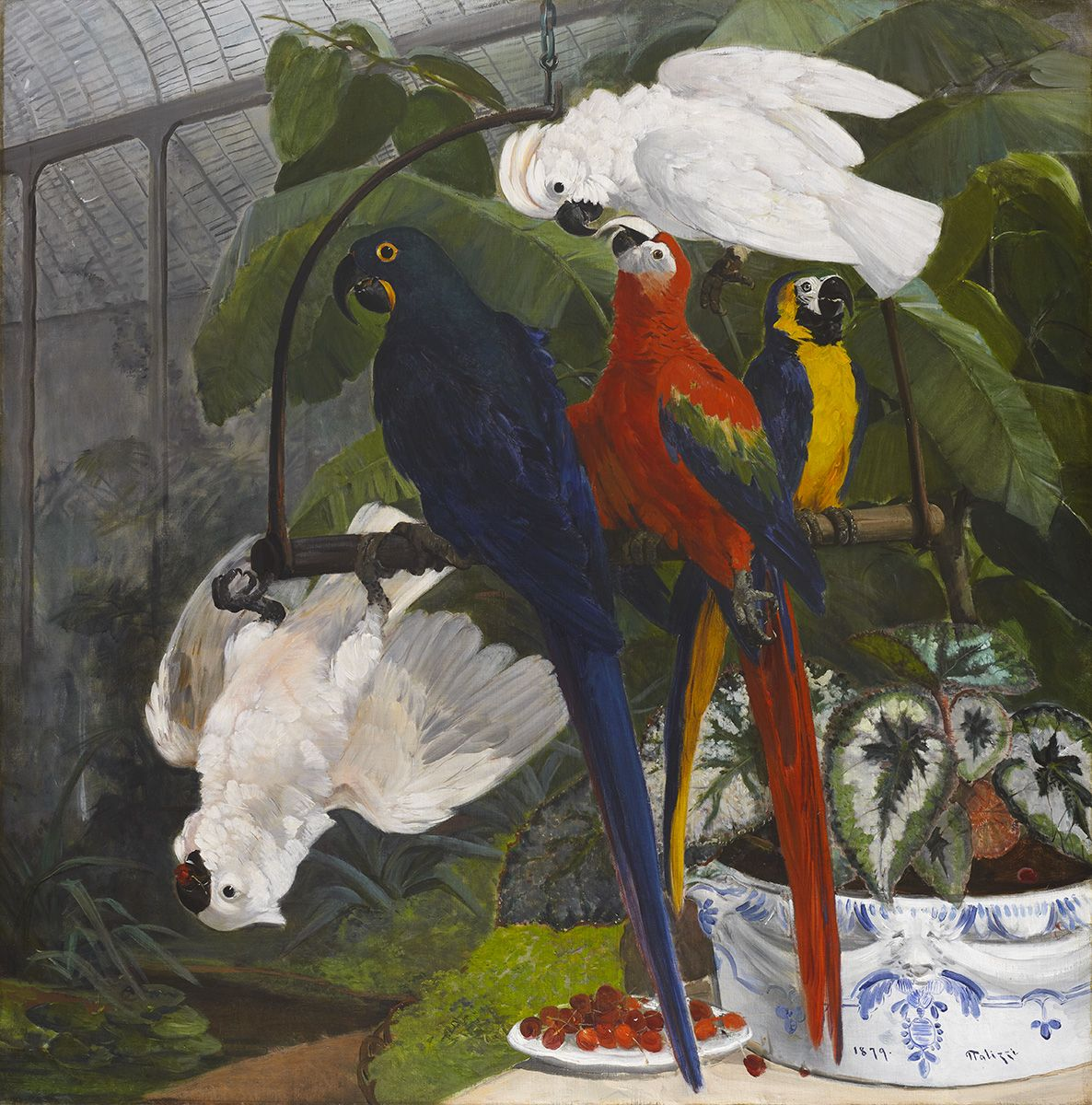
Pappagalli al Jardin-des-Plantes, 1879
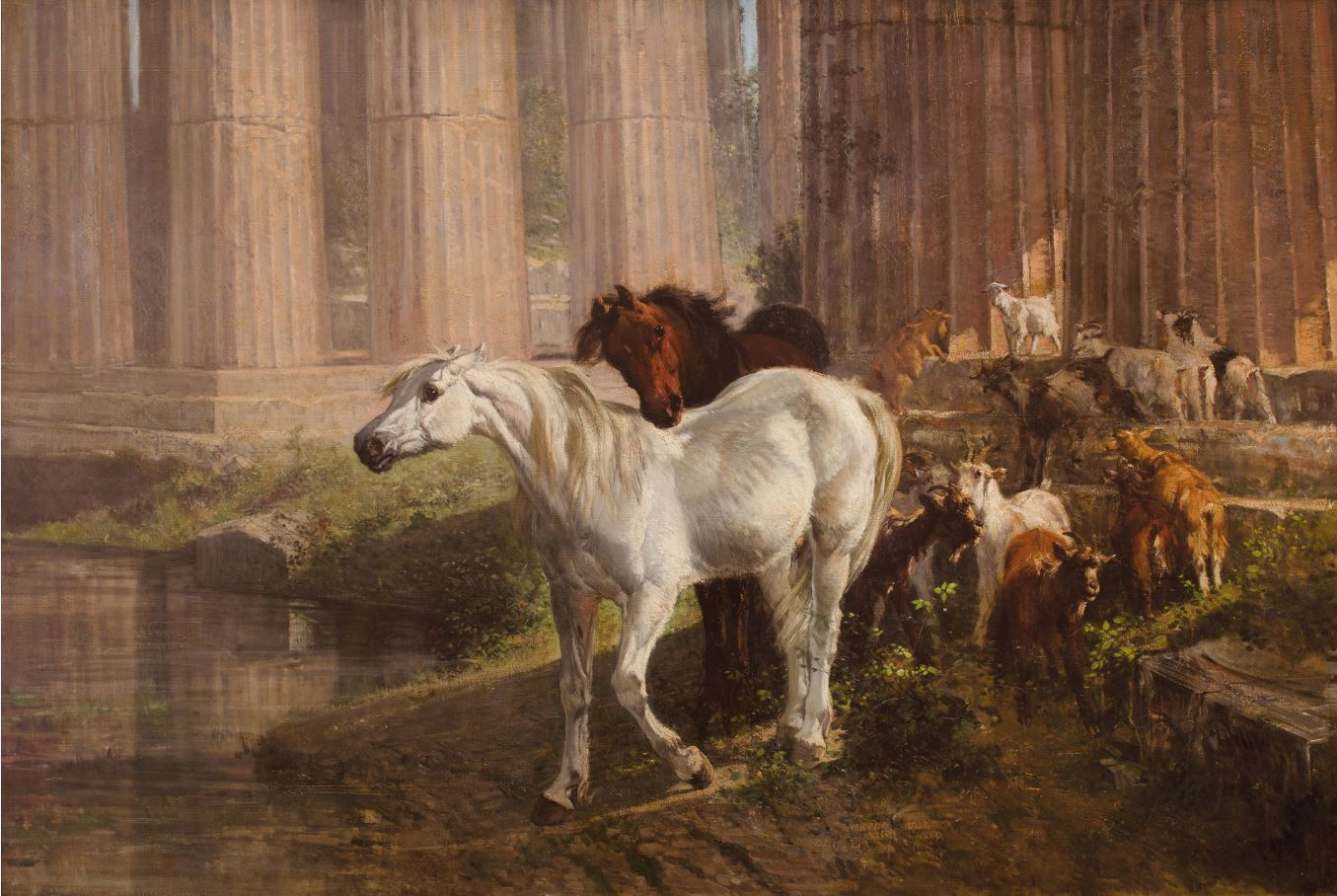
Rovine dei templi di Paestum
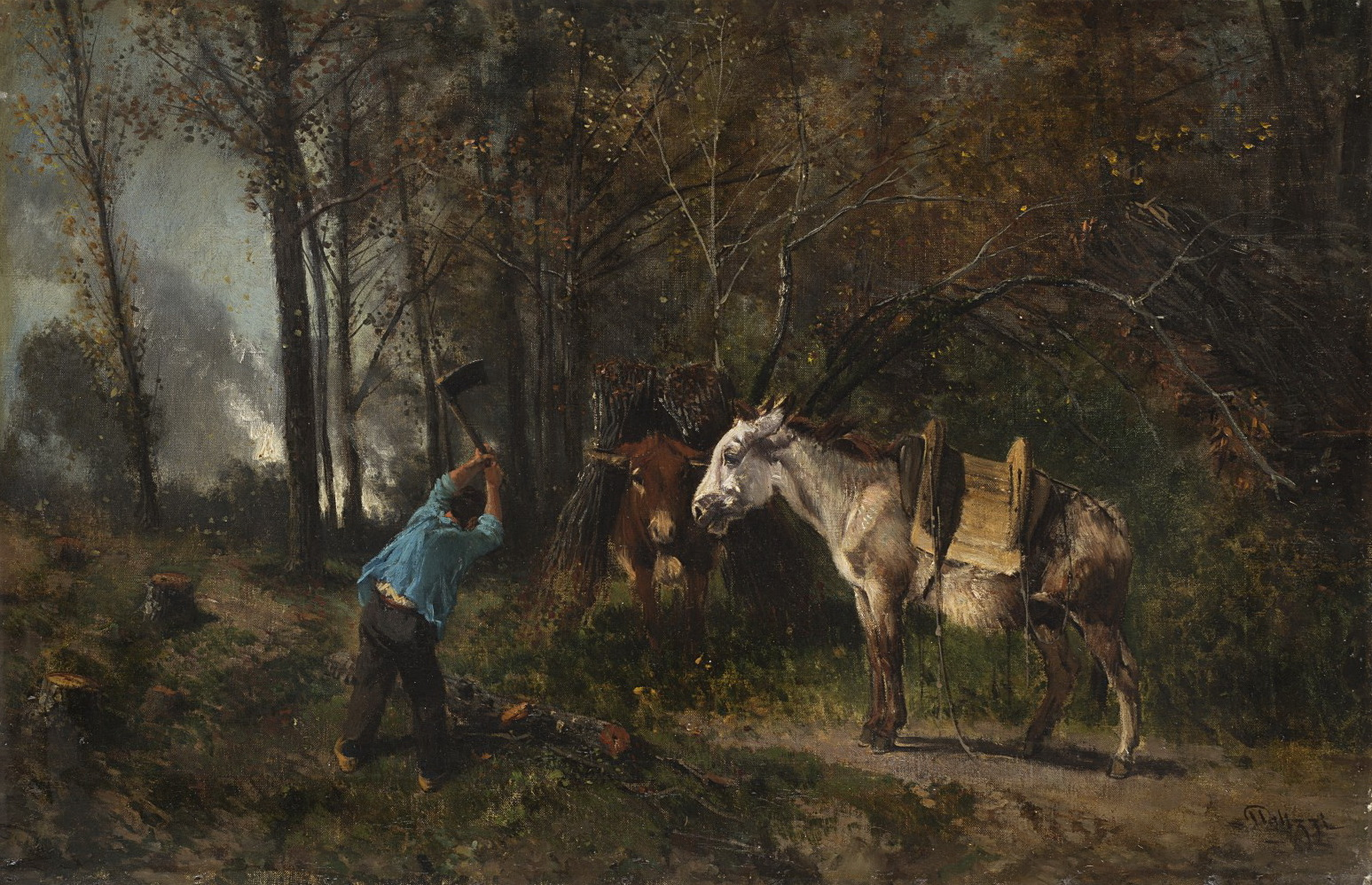
Spaccalegna nel bosco
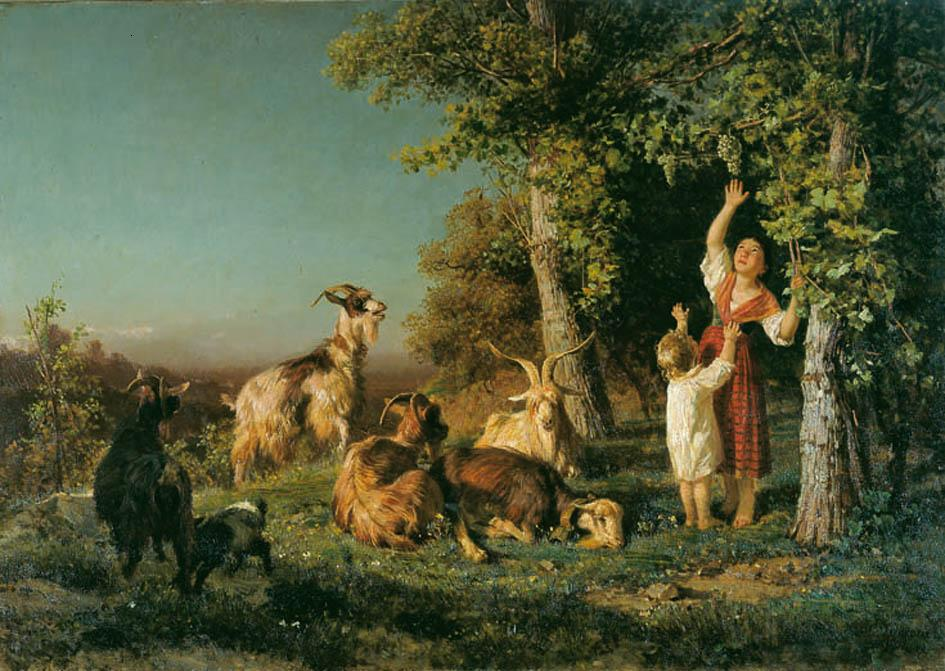
Tramonto